# 1981 à la télévision
| Années de la télévision : 1978 - 1979 - 1980 - 1981 - 1982 - 1983 - 1984    |
| Décennies de la télévision : 1950 - 1960 - 1970 - 1980 - 1990 - 2000 - 2010 |

Cet article présente les faits marquants de l'année 1981 à la télévision.

## Évènements
- 1er août : Création de la chaîne de télévision MTV.
- Présidentielle 1981 en France,
  - Le face à face Giscard/Mitterrand sur les trois chaînes est suivi par plus de 25 millions de téléspectateurs.
  - Animation emblématique sur Antenne 2, lors de la soirée de la présidentielle, animée par Jean-Pierre Elkabbach et Étienne Mougeotte : le visage du vainqueur François Mitterrand apparaît petit à petit sur un écran type Minitel. Le crâne des deux prétendants étant similaires, ce procédé dévoilant doucement le visage par le haut permit d'entretenir le suspense pendant quelques secondes supplémentaires.
- En France, avec l'arrivée de la gauche au pouvoir, le monopole radiophonique de l'ORTF explose avec le phénomène des radios libres, qui sera encadré juridiquement l'année suivante.

## Émissions
- 15 février : Dernière de TF1 Actualités sur TF1.
- 20 juin : Dernière de l'émission Top club sur Antenne 2.
- 30 septembre : Dernière de l'émission Alain Decaux raconte sur Antenne 2.
- La Chasse aux trésors (Antenne 2)
- Droit de réponse (TF1)

## Téléfilms
- La Double Vie de Théophraste Longuet, en trois parties, de Yannick Andreï.

## Séries télévisées
- 15 janvier : Première saison de Capitaine Furillo
- La Vie des autres
- 12 février : début de la diffusion de Pause café avec Véronique Jannot
- 15 mars : Arrêt de la série culte Le Muppet Show.
- 1er septembre : Début de diffusion de la série Les Schtroumpfs adaptée de la bande dessinée de Peyo sur le réseau NBC.

## Feuilletons télévisés
24 janvier Apparition de Dallas, feuilleton américain, sur les écrans français

## Distinctions

### Emmy Award(États-Unis)
- Meilleur feuilleton ou série dramatique : Capitaine Furillo
- Meilleure série d'humour : Taxi
- Meilleure actrice dans un feuilleton ou une série dramatique : Barbara Babcock pour le rôle de Grace Gardner dans l'épisode Fecund Hand Rose de Hill Street Blues
- Meilleur acteur dans un feuilleton ou une série dramatique : Daniel J. Travanti pour le rôle de Frank Furillo dans Hill Street Blues
- Meilleure actrice dans une série comique : Isabel Sanford pour le rôle de Louise Jefferson dans The Jeffersons
- Meilleur acteur dans une série comique : Judd Hirsch pour le rôle d'Alex Rieger dans Taxi

## Principales naissances
- 1er janvier : Marjolaine, actrice, chanteuse, animatrice de télévision ayant participé à l’émission de télé-réalité Greg le millionnaire.
- 25 janvier : Clara Morgane, chanteuse, animatrice de télévision, actrice française de films pornographiques.
- 21 mars : Pauline Lefèvre, animatrice de télévision française.
- 2 avril : Bethany Joy Lenz-Galeotti, actrice et chanteuse américaine.
- 19 avril : Michaël Espinho, animateur de radio et de télévision belge.
- 28 avril : Jessica Alba, actrice américaine.
- 4 août : Meghan Markle, ancienne actrice américaine, devenue membre de la famille royale britannique.
- 18 septembre : Camille Combal, un animateur de radio et télévision français.
- 25 septembre : Van Hansis, acteur américain.
- 22 août : Ross Marquand, acteur américain.

## Principaux décès
- 25 janvier : Jean Nohain, présentateur et producteur radio et télévision (° 16 février 1900).
- 26 avril : Jim Davis, acteur américain (° 26 août 1909).
- 3 juillet : Ross Martin, acteur américain (° 22 mars 1920).
- 27 décembre : Hoagy Carmichael, acteur américain (° 22 novembre 1899).